# Шевалье, Пьер-Мишель-Франсуа
Пьер-Мише́ль-Франсуа́ Шевалье́ (фр. Pierre-Michel-François Chevalier; 16 ноября 1812, Пэмбёф — 15 июня 1863, Париж), известный также как Питр-Шевалье — французский писатель, историк и журналист; был редактором еженедельной газеты «Le Figaro» и издателем семейного журнала «Musée des familles».

## Биография
Пьер-Мишель-Франсуа Шевалье родился 16 ноября 1812 года в Пэмбёфе (Атлантическая Луара). Питр-Шевалье был редактором еженедельной газеты «Le Figaro», сменив Альфонса Карра, а затем в 1834 году занялся издательством семейного журнала «Musée des familles».
В 1851 году Питр-Шевалье познакомился с земляком из Нанта, начинающим писателем Жюлем Верном. Шевалье искал автора, способного увлекательно писать о географии, истории, науке и технологиях, не теряя образовательный компонент. Верн с присущей ему тягой к наукам, особенно географии, оказался подходящей кандидатурой. Питр-Шевалье опубликовал рассказ Верна «Первые корабли Мексиканского флота» в июле 1851 года, а в августе выпустил новый рассказ «Драма в воздухе». В июне 1852 года на страницах журнала появилась комедия совместной работы Верна и Шевалье «Замки в Калифорнии». В 1856 году Верн поссорился с Питр-Шевалье и отказался сотрудничать с журналом (до 1863 года, когда Питр-Шевалье умер, и пост редактора отошёл другому).
В 1835 году в Париже Шевалье женился на Камилле Декан де Шатувиль. Свидетелем на их свадьбе был Альфред де Виньи. В браке родилась дочь Маргарита Питр-Шевалье.
На основание курорта Виллер-сюр-Мер парижским архитектором, создателем и редактором «Revue des Beaux-Arts» Феликсом Пижори, очевидно, вдохновил Питр-Шевалье, обнаруживший это место благодаря Альфонсу Карру. Шевалье выбрал живописный участок с видом на Сену для постройки своей виллы «Дюрен», где впоследствии разместился туристический офис.
Питр-Шевалье скончался 15 июня 1863 года в Париже на Рю д’Артуа (фр. Rue d'Artois), где ныне размещена памятная доска.

## Библиография

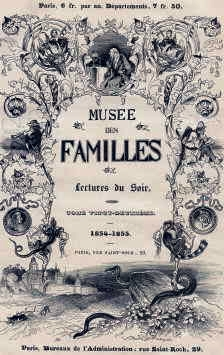
Обложка журнала «Musée des familles» 1854—1855 годов

### Исторические произведения
- Jeanne de Montfort (époque guerrière, 1342), règne de Philippe de Valois. (W. Coquebert, 1840).
- Aliénor, prieure de Lok-Maria, 1842.
- La Bretagne ancienne et moderne. (W. Coquebert, 1844)
- Bretagne et Vendée. Histoire de la Révolution française dans l’ouest. (W. Coquebert, 1845—1848).
- Nantes et la Loire-Inférieure : monuments anciens et modernes, sites & costumes pittoresques (Charpentier Père, Fils et Cie. Nantes , 1850), écrit en collaboration avec Émile Souvestre.
- Histoire des guerres de la Vendée comprenant l’histoire de la Révolution dans la Bretagne, l’Anjou, le Poitou, le Maine et la Normandie. (Paris: Didier, 1851).
- Les révolutions d’autrefois. Chroniques de la Fronde, 1648—1652. (V. Lecou, 1852).
- Les Reines s’en vont… (Musée des familles, 1853).
- Les Costumes et ornements ecclésiastiques. (Musée des familles, 1857).
- Les Prédicateurs de notre temps. Le Père Lavigne. (Nice: impr. de Caisson, 1862).

### Каталоги
- Air final de Velléda, opéra en deux actes. (sans date)
- Duo de Cynodocée opéra en cinq actes. (sans date)

### Рассказы
- Brune et blonde. (W. Coquebert, 1841)
- Porte à porte. (De Vigny, 1843)
- Celle que j’aime. (Le livre des feuilletons, 1843)
- Une histoire de revenants. (Le livre des feuilletons, 1843)
- Le mauvais parti. (De Vigny, 1843)

## Память
В Нанте, Кемпере и Памбёфе некоторые улицы, а в Виллер-сюр-Мер бульвар названы в честь Питра-Шевалье. Мемориальная доска прикреплена на доме № 37 Рю д’Артуа в Париже, где скончался Питр-Шевалье.
Шевалье упоминается в стихотворении Теодора де Бланвиля «Odes funambulesques» как «поразительно плодовитый» автор.